# Kościół w Szadzku
Kościół w Szadzku – kościół, który znajdował się we wsi Szadzko w gminie Dobrzany, w powiecie stargardzkim. Po II wojnie światowej popadł w ruinę, którą wpisano do rejestru zabytków.

## Historia
Świątynia została wzniesiona około 1600 roku z kamienia polnego i cegły. Ufundowana została przez Joachima i Kordulę von Wedel, którzy zostali pochowani w krypcie. Była to budowla salowa na planie prostokąta. W XVIII i XIX wieku została przebudowana, z kolei wieża została dobudowana w 1784 roku. Po zakończeniu II wojny światowej kościół popadł w ruinę. Część zabytkowego wyposażenia (ołtarz i ambona) została przeniesiona do świątyni w Odargowie, natomiast kielich i trybularz przeniesiono do Muzeum Narodowego w Szczecinie.